# Perdix (genre)
Pour les articles homonymes, voir Perdix.
Genre
Le genre Perdix comprend trois espèces d'oiseaux appartenant à la famille des Phasianidae.

## Liste des espèces
D'après la classification de référence (version 2.2, 2009) du Congrès ornithologique international (ordre phylogénique) :
- Perdix perdix (Linnaeus, 1758) – Perdrix grise
  - sous-espèce Perdix perdix perdix (Linnaeus, 1758)
  - sous-espèce Perdix perdix armoricana Hartert, 1917
  - sous-espèce Perdix perdix sphagnetorum (Altum, 1894)
  - sous-espèce Perdix perdix hispaniensis Reichenow, 1892
  - sous-espèce Perdix perdix italica Hartert, 1917 †
  - sous-espèce Perdix perdix lucida (Altum, 1894)
  - sous-espèce Perdix perdix canescens Buturlin, 1906
  - sous-espèce Perdix perdix robusta Homeyer & Tancre, 1883
- Perdix dauurica (Pallas, 1811) – Perdrix de Daourie
  - sous-espèce Perdix dauurica dauurica (Pallas, 1811)
  - sous-espèce Perdix dauurica suschkini Poliakov, 1915
- Perdix hodgsoniae (Hodgson, 1856) – Perdrix de Hodgson
  - sous-espèce Perdix hodgsoniae caraganae Meinertzhagen, R & Meinertzhagen, A, 1926
  - sous-espèce Perdix hodgsoniae hodgsoniae (Hodgson, 1856)
  - sous-espèce Perdix hodgsoniae sifanica Przewalski, 1876

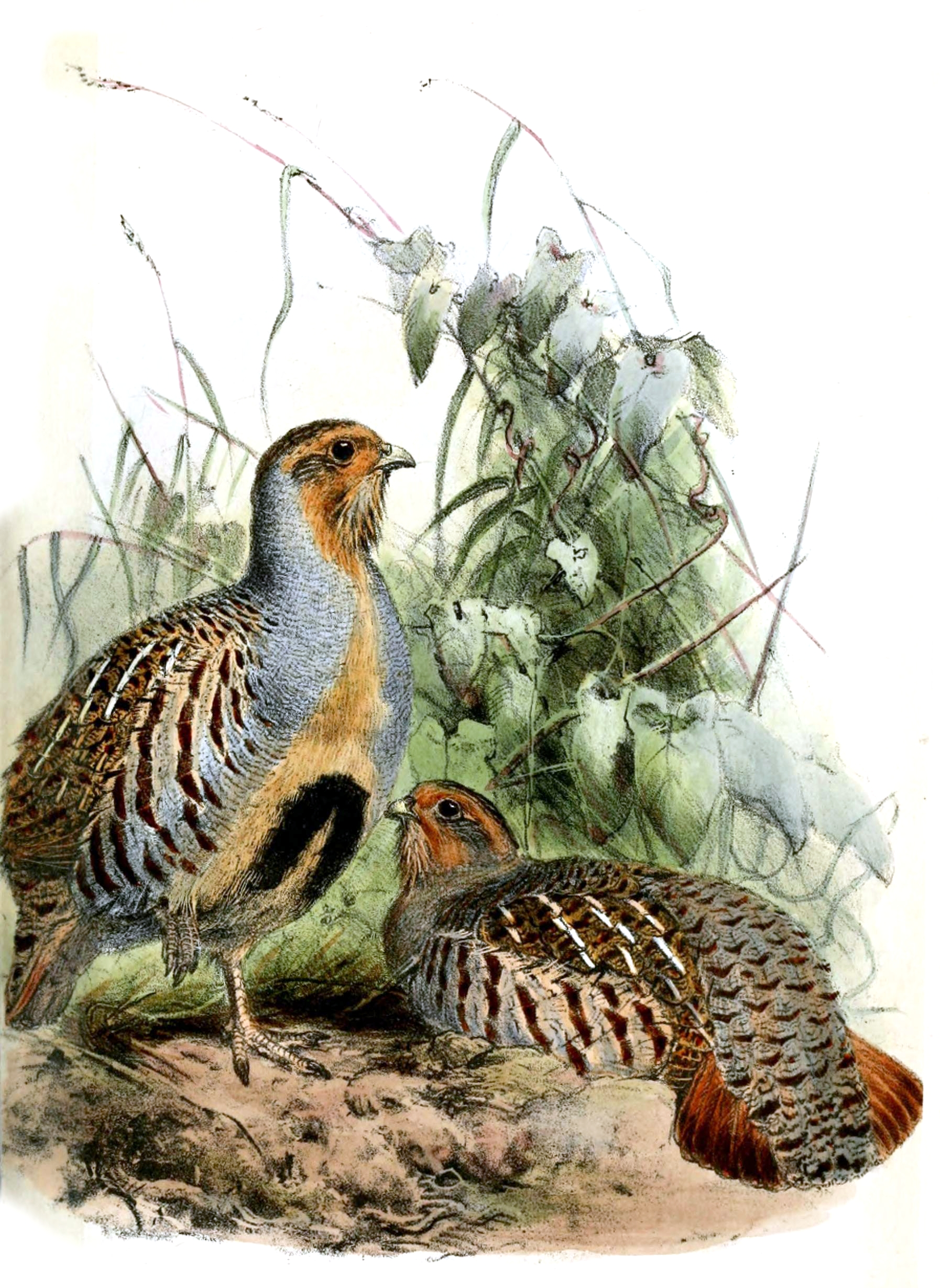
Perdix dauurica
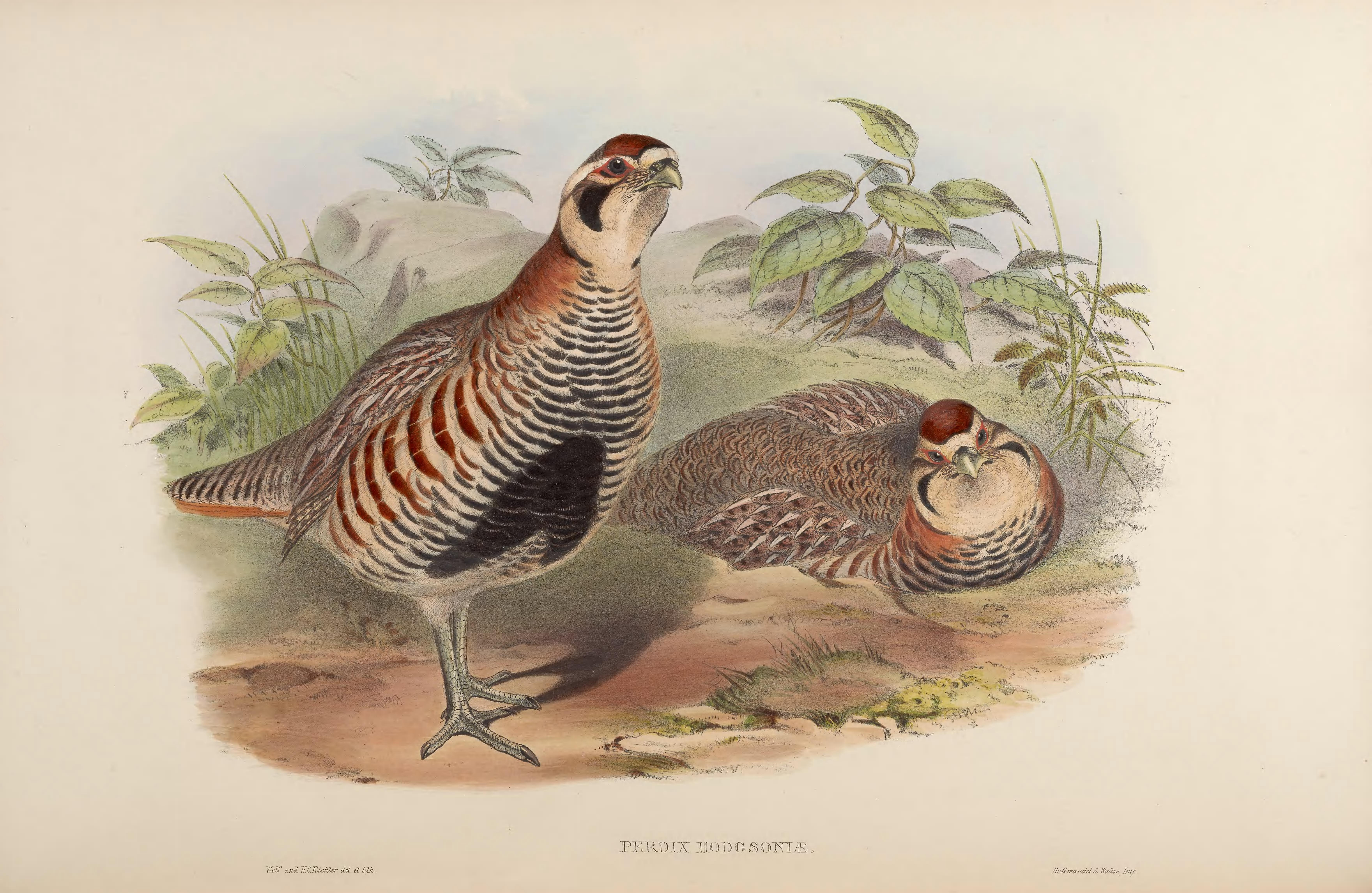
Perdix hodgsoniae
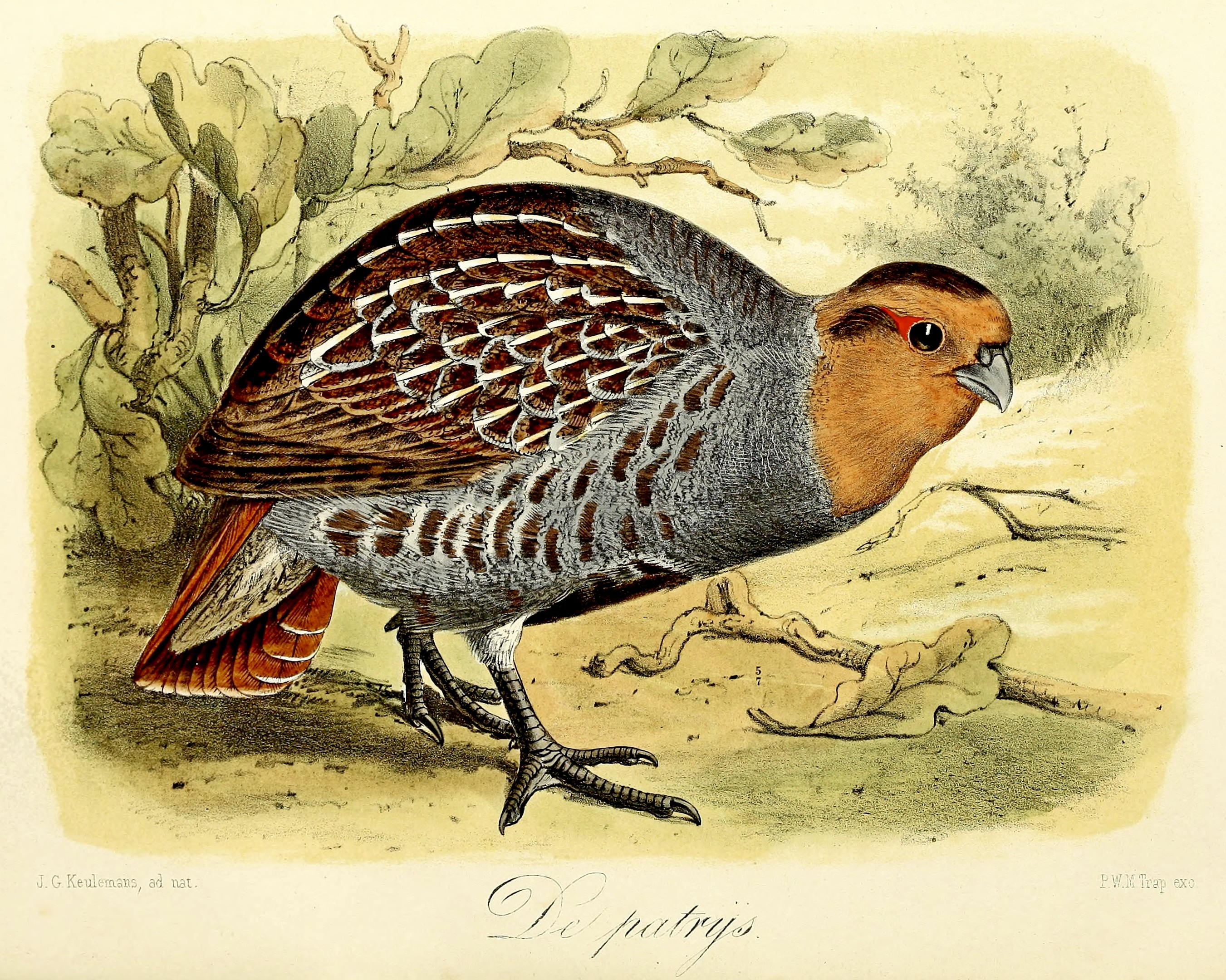
Perdix perdix
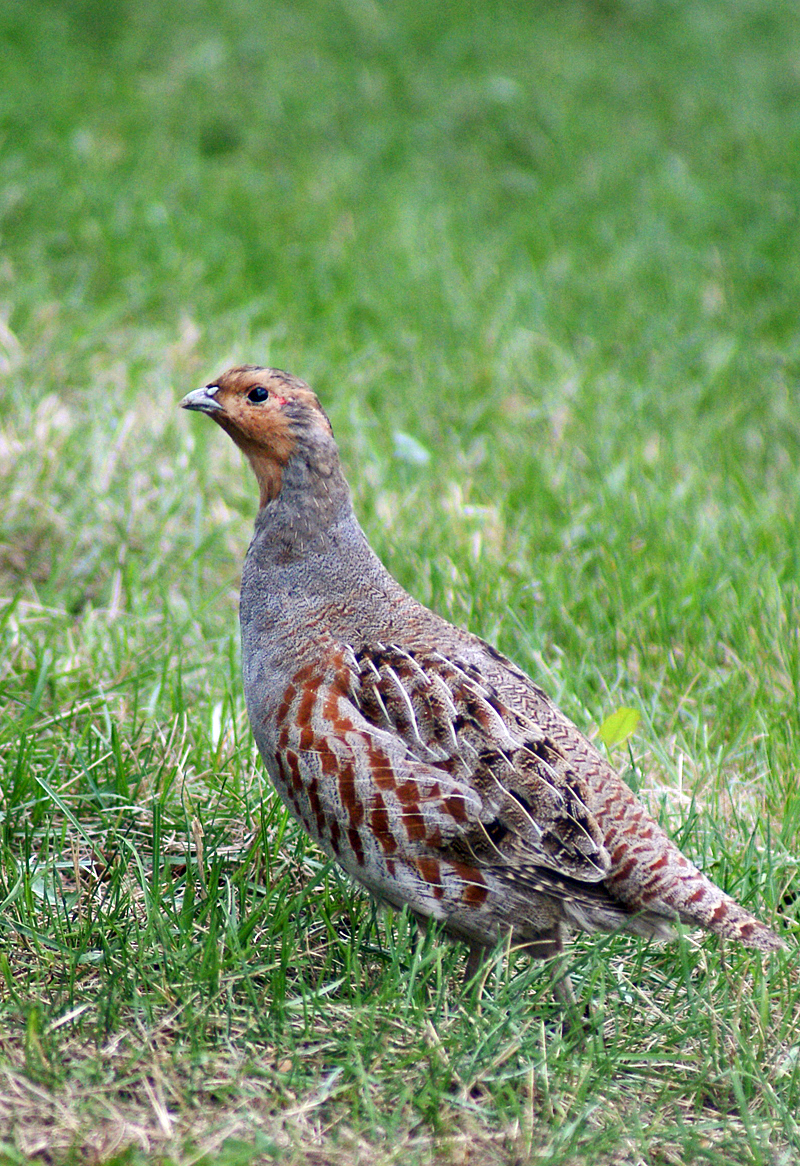
Perdix perdix
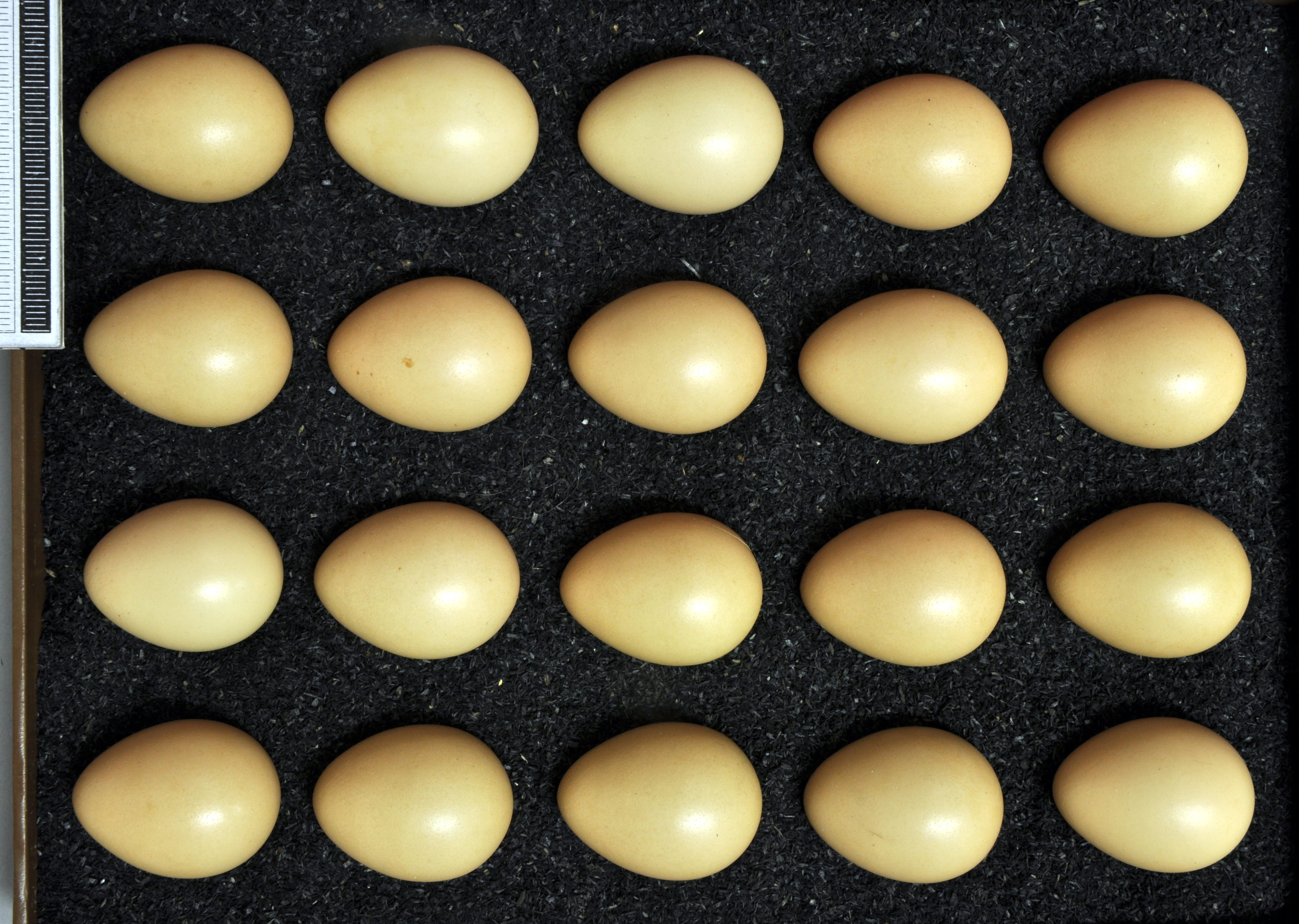
Œufs de perdrix grise